# Pillaia indica
Pillaia indica är en fiskart som beskrevs av S.S. Yazdani 1972. Pillaia indica ingår i släktet Pillaia och familjen Chaudhuriidae. IUCN kategoriserar arten globalt som starkt hotad. Inga underarter finns listade i Catalogue of Life.